# Jesús Rojas (Boxer, 1986)
Jesús Rojas (* 26. Dezember 1986 in Caguas, Puerto Rico, als Jesús Manuel Rojas Díaz) ist ein ehemaliger puerto-ricanischer Profiboxer und von Juli 2018 bis Januar 2019 regulärer WBA-Weltmeister im Federgewicht.

## Profikarriere
Rojas boxte als Profi von 2006 bis 2019, stand bei Universal Promotion, Top Rank sowie Golden Boy Promotions unter Vertrag und wurde von Evangelista Cotto, José García und Alex Caraballo trainiert.
Nach 29 Kämpfen mit 25 Siegen konnte er am 15. September 2017 um die Interimsweltmeisterschaft der WBA im Federgewicht boxen und siegte durch K. o. in der siebenten Runde gegen Claudio Marrero. Im Juli 2018 wurde er dann vom WBA-Verband zum regulären Weltmeister ernannt.
In seiner ersten Titelverteidigung am 11. Juli 2018 verlor er zwar nach Punkten gegen Joseph Diaz, konnte den WBA-Gürtel jedoch behalten, da Diaz bei der Abwaage vor dem Kampf das Gewichtslimit überschritten hatte.
Er verlor den Titel dann im zweiten Verteidigungskampf am 26. Januar 2019 durch eine Punktniederlage an Xu Can, der von der WBA auf Platz 2 der Herausforderer geführt wurde.